# Параку (аэропорт)
Аэропорт Параку — аэропорт в государстве Бенин.

## Описание
Имеет статус аэропорта общего пользования. Длина взлётно-посадочной полосы 1 600 метров, превышение взлётно-посадочной полосы 386 метров. С 1 июня 2018 года регулярные рейсы в Параку запустила авиакомпания Air Taxi Benin. Полёты осуществляются три раза в неделю, по средам, пятницам и воскресеньям, компания использует двенадцатиместный самолет Cessna Caravan последнего поколения, который обслуживается в соответствии со стандартами ICAO сертифицированной организацией по техническому обслуживанию part-145.
Аэропорт расположен в 1 км к северо-западу от города Параку в департаменте Боргу, Бенин. Часовой пояс: +1:00 UTC/GMT
Вблизи аэропорта организована сеть отелей.
Ближайшим к аэропорту Параку является аэропорт Djougou, расположенный в 114 км к северо-западу.

## История
В 2003 году режимом президента Кереку был инициирован проект, реализация которого облегчала быстрый доступ в Бенин для путешественников, продвигал туризм, а также способствовала развитию внутреннего воздушного транспорта Бенина. В этой связи 15 декабря 2014 года президентом Бони Яйи в муниципалитете Параку был запущен проект строительства нового аэропорта Туру, расположенному примерно в 10 км к северо-западу от Параку, с асфальтированной взлётно-посадочной полосой длиной 3500 метров.
Функции аэропорта Параку постепенно перейдут к международному аэропорту Туру. Новый аэропорт был введен в эксплуатацию 18 марта 2016 года. Однако, эксплуатации аэропорта Туру препятствует отсутствие принятия должных мер безопасности в соответствии со стандартами Международной организации гражданской авиации.